# تتبری آپتون
تتبری آپتون (به انگلیسی: Tetbury Upton) یک روستا و محله مدنی در بریتانیا است که در Cotswold واقع شده‌است. تتبری آپتون ۳۰۹ نفر جمعیت دارد.